# Парк Калинина (Уфа)
Парк культуры и отдыха им. М. И. Калинина (Уфа) (парк Калинина) — парк в Уфе. Назван в честь «всесоюзного старосты» Михаила Ивановича Калинина. Располагается в конце проспекта Октября на границе с Черниковкой.

## История
Парк был основан в 1961 г. Здесь 28 июня 1973 г. был открыт памятник М. И. Калинину.
С 1989 г. и по настоящее время парк представляет собой неухоженный лесной массив, через который пролегает аллея. Какая-либо инфраструктура отсутствует. В южной стороне парка находится трамвайное кольцо вокруг памятника Калинину. В 2007 году через лесной массив была прорублена километровая просека для продолжения Российской улицы до Дежневского путепровода и соединения центра города с Черниковкой без выезда на перегруженный Проспект Октября, однако проект застопорился на стадии экологической экспертизы, а затем был снят с финансирования. Возобновления строительства в 2013–2014 годах не было.
Существуют планы по благоустройству парка, согласно которым предполагается благоустроить аллею, построить автопарковку, площадку для катания на скейтах, а вход в парк сделать напротив Городского Дома Культуры. Существует также проект постройки мечети у входа в парк Калинина рядом с памятником без нанесения ущерба лесному массиву.